# Acropteris costinigrata
Acropteris costinigrata är en fjärilsart som beskrevs av W. Warren 1897. Acropteris costinigrata ingår i släktet Acropteris och familjen Uraniidae. Inga underarter finns listade i Catalogue of Life.